# Sami Ukelli
Sami Ukelli (ur. 30 października 1972 w Podujevie) – ambasador Republiki Kosowa w Japonii (2010-2012), na Węgrzech (2013-2015), w Austrii (2015-2020) i w Szwajcarii (od 2020), odznaczony Krzyżem Wielkim I klasy Odznaki Honorowej za Zasługi dla Republiki Austrii.

## Życiorys
W 2006 roku ukończył studia ekonomiczne na Uniwersytecie Johannesa Keplera w Linzu. W 2009 roku ukończył studa podyplomowe z bałkanistyki na Uniwersytecie Wiedeńskim.
Od marca 2010 do września 2012 był ambasadorem Republiki Kosowa w Tokio.
Od października 2012 do października 2013 był Dyrektorem Generalnym kosowskiego Ministerstwa Spraw Zagranicznych. Następnie do lutego 2015 pełnił funkcję ambasadora Republiki Kosowa na Węgrzech, następnie do sierpnia 2020 pełnił misję dyplomatyczną w Austrii.
Oficjalnie od 13 października 2020 jest ambasadorem Republiki Kosowa w Szwajcarii.
Deklaruje znajomość języka albańskiego, angielskiego, niemieckiego, bośniackiego, chorwackiego i serbskiego.

## Odznaczenia
W 2020 roku otrzymał najwyższy austriacki order, Odznakę Honorową za Zasługi dla Republiki Austrii z Krzyżem Wielkim I klasy i Wielką Złotą Odznaką Honorową na Wstędze.

## Życie prywatne
Jego żoną jest Brikena Keco Ukelli, z którą ma dwoje dzieci.